# コロンバス (オハイオ州)
コロンバス（英: Columbus）は、アメリカ合衆国のオハイオ州中央部に位置する都市。同州の州都として、政治と行政の中心地である上に商工業地域および学術都市。人口は905,748人（2020年国勢調査）で同州最大、中西部ではシカゴに次ぎ、全米でも第14位である。コロンバスに郡庁を置くフランクリン郡を中心に、10郡にまたがる都市圏の人口は2,138,926人（2020年国勢調査）。これにマリオンやゼインズビル、チリコシー等、周辺の7つの小都市圏を加えた広域都市圏の人口は2,544,048人（2020年国勢調査）におよぶ。

## 都市概観

### ダウンタウン
コロンバスを南北に貫くメインストリートはハイ・ストリート、東西のメインストリートはブロード・ストリートである。オハイオ州会議事堂はハイ・ストリートとブロード・ストリートの南東角に位置する。ダウンタウンのオハイオ州議事堂周辺にはいくつかの高層ビルディングが見られるが、主として州政府に関係するオフィス、法律及び会計事務所、又は金融機関などが入るオフィスビルとなっている。
ダウンタウンの北に隣接するハイ・ストリート沿いの地域はショート・ノースと呼ばれている。コロンバスではもっとも古い歴史をもつ地域で、現在では商店、レストラン、画廊などが連なり、コロンバス中心部きってのショッピングエリアとなっている。2002年秋に、ハイ・ストリート上に連続的にかかる鉄製（かつては木製）のアーチが復活し、町並みの美化が図られた。
少し前までは、ダウンタウンのオハイオ州議事堂からほど近くにファストフード・ハンバーガーチェーン、ウェンディーズの1号店が立地していた。現在では、同社はコロンバス北西郊のダブリンに本社を置いている。
ダウンタウンでは、毎年独立記念日付近の週末に大規模な花火大会が行われる。非常に混むので有名である。ただ花火打ち上げはダウンタウンのすぐ側にある川から行われるので、川周辺にあるオフィスビルに事務所を持つ企業はその従業員及び家族に対し、オフィスから花火を見物できる見晴らしの良い場所を提供したりしている。
周縁部の開発が進むのに伴い、他の都市にも見られる中心部の空洞化（ドーナツ化現象）が指摘され、コロンバスのダウンタウン中心部については、その再活性化に市を挙げて取組んでいる。かつてオハイオ州議事堂の南側には、シティセンターというハイエンドのショッピングセンターおよび隣接するデパートメントストアが立地していたが、近年は郊外のショッピングモールなどに客足を奪われるなどして、店舗の退去が後を絶たずついにシティセンター自体取り壊され現在では公園広場となっており、週末のイベント等などダウンタウンの活性化に一役買っている。最近はダウンタウン周辺地域の開発も進んでおり、各種コンサートやNHLプロホッケーが行われる、ネイションワイド・アリーナ、クリーブランド・ガーディアンズの下部組織(AAA)のホーム球場であるハンティントン・パーク等ある程度充実してきていると言える。ここ2、3年中には、ダウンタウンに隣接する区域に大規模なカジノが建設され営業を開始する予定で、地域の活性化と同時に治安の悪化が懸念されている。
また、ダウンタウンに隣接する川のほとりに全米ナンバー1と呼ばれるサイエンスミュージアム(COSI)を擁し、州内及び州外からの多くのゲストで賑わっている。

### 周縁部
コロンバスの周縁部には、独立した市町村としてダブリン、アッパーアーリントン、ヒリヤード、ベクスレーなどが存在する。これらはコロンバス市の市域の拡張もあり、その市域に隣接したり取り囲まれたりしているが、行政としての運営はコロンバス市からは独立している。これらの市部なども含めて、広義の意味でのコロンバスを構成する。
コロンバスの人口はダウンタウンより北側に集中している。ダブリン・ワージントン・ウェスタービル（Westerville）・ニューアルバニーなど郊外の高級住宅地も北側にある。オールド・ワージントンと呼ばれる、ワージントン市内でOH-161とハイ・ストリートが交わる付近には古い町並みが保存されている。
市北端のポラリス、市北東部のイーストンは職住近接のニュータウン開発が進んでいる地域である。この両地域には大規模なショッピングモールもあり、週末や夕刻などには買い物客で賑わう。オハイオ州立大学もダウンタウンより北側に位置する。ダブリンよりさらに北西には本田技研工業が在米拠点を置くメアリーズビルが位置する。そのため、ダブリンの周辺を中心に日本人の住民も多い。
一方、南側はジャーマン・ヴィレッジ（German Village）などダウンタウンに近い一部の地域を除き、未開発の地域が多い。東側には、レイノルズバーグ（Reynoldsburg）、ガハナ、ブラックリックなどが位置する。レイノルズバーグはかつてそこの住民たちが有毒であると信じられていたトマトを食用野菜として大衆に広めることに貢献したため、「トマト発祥の地」と呼ばれている。トマトジュースはオハイオ州の公式飲料である。

## 地理
コロンバスは北緯39度59分0秒 西経82度59分0秒 / 北緯39.98333度 西経82.98333度に位置し、日本の秋田市（秋田県）や盛岡市（岩手県）とほぼ同緯度にある。
アメリカ合衆国統計局によると、同市は総面積550.5km2 (212.6mi2) である。このうち544.6km2 (210.3mi2) が陸地で5.9km2 (2.3mi2) が水域である。総面積の1.07%が水域となっている。

## 気候
コロンバスの気候は内陸性であり、夏は湿気が多くて暑く、冬は乾燥して寒い。ケッペンの気候区分ではCfa（温暖湿潤気候）とDf（亜寒帯湿潤気候）のちょうど境界線上に属する。1月の平均気温は－2.2度、7月の平均気温は23.7度、年平均気温は11.3度、年降水量は978mmである。
観測史上の最高気温は1934年7月21日と1936年7月14日に記録した摂氏41度（華氏106度）である。
また、最低気温は1994年1月19日に記録した摂氏-30度（華氏-22度）である。
このような気候から、コロンバス周辺にはカエデ・オーク・クルミ・ポプラなどの木々からなる大陸性の落葉樹林が広がる。しかし、何と言ってもこの地域の植生を代表する植物は、州の木でもあるトチノキである。
| コロンバス (オハイオ州) (ポート・コロンバス国際空港), 1981-2010の気候 | コロンバス (オハイオ州) (ポート・コロンバス国際空港), 1981-2010の気候 | コロンバス (オハイオ州) (ポート・コロンバス国際空港), 1981-2010の気候 | コロンバス (オハイオ州) (ポート・コロンバス国際空港), 1981-2010の気候 | コロンバス (オハイオ州) (ポート・コロンバス国際空港), 1981-2010の気候 | コロンバス (オハイオ州) (ポート・コロンバス国際空港), 1981-2010の気候 | コロンバス (オハイオ州) (ポート・コロンバス国際空港), 1981-2010の気候 | コロンバス (オハイオ州) (ポート・コロンバス国際空港), 1981-2010の気候 | コロンバス (オハイオ州) (ポート・コロンバス国際空港), 1981-2010の気候 | コロンバス (オハイオ州) (ポート・コロンバス国際空港), 1981-2010の気候 | コロンバス (オハイオ州) (ポート・コロンバス国際空港), 1981-2010の気候 | コロンバス (オハイオ州) (ポート・コロンバス国際空港), 1981-2010の気候 | コロンバス (オハイオ州) (ポート・コロンバス国際空港), 1981-2010の気候 | コロンバス (オハイオ州) (ポート・コロンバス国際空港), 1981-2010の気候 |
| 月                                                                    | 1月                                                                   | 2月                                                                   | 3月                                                                   | 4月                                                                   | 5月                                                                   | 6月                                                                   | 7月                                                                   | 8月                                                                   | 9月                                                                   | 10月                                                                  | 11月                                                                  | 12月                                                                  | 年                                                                    |
| --------------------------------------------------------------------- | --------------------------------------------------------------------- | --------------------------------------------------------------------- | --------------------------------------------------------------------- | --------------------------------------------------------------------- | --------------------------------------------------------------------- | --------------------------------------------------------------------- | --------------------------------------------------------------------- | --------------------------------------------------------------------- | --------------------------------------------------------------------- | --------------------------------------------------------------------- | --------------------------------------------------------------------- | --------------------------------------------------------------------- | --------------------------------------------------------------------- |
| 最高気温記録 °C （°F）                                                | 23 (74)                                                               | 24 (75)                                                               | 29 (85)                                                               | 32 (90)                                                               | 36 (96)                                                               | 39 (102)                                                              | 41 (106)                                                              | 39 (103)                                                              | 38 (100)                                                              | 33 (91)                                                               | 27 (80)                                                               | 24 (76)                                                               | 41 (106)                                                              |
| 平均最高気温 °C （°F）                                                | 2.5 (36.5)                                                            | 4.8 (40.6)                                                            | 10.6 (51.1)                                                           | 17.5 (63.5)                                                           | 22.7 (72.9)                                                           | 27.6 (81.6)                                                           | 29.4 (84.9)                                                           | 28.7 (83.7)                                                           | 25 (77.0)                                                             | 18.4 (65.1)                                                           | 11.4 (52.6)                                                           | 4.5 (40.1)                                                            | 16.93 (62.47)                                                         |
| 平均最低気温 °C （°F）                                                | −5.7 (21.8)                                                           | −4.3 (24.3)                                                           | −0.1 (31.9)                                                           | 5.4 (41.8)                                                            | 10.8 (51.4)                                                           | 16 (60.8)                                                             | 18.2 (64.8)                                                           | 17.4 (63.4)                                                           | 13.2 (55.8)                                                           | 6.8 (44.3)                                                            | 1.9 (35.4)                                                            | −3.3 (26.0)                                                           | 6.36 (43.48)                                                          |
| 最低気温記録 °C （°F）                                                | −30 (−22)                                                             | −27 (−17)                                                             | −21 (−6)                                                              | −10 (14)                                                              | −4 (25)                                                               | 2 (35)                                                                | 6 (43)                                                                | 4 (39)                                                                | −1 (31)                                                               | −8 (17)                                                               | −21 (−5)                                                              | −27 (−17)                                                             | −30 (−22)                                                             |
| 降水量 mm （inch）                                                    | 69.1 (2.72)                                                           | 57.2 (2.25)                                                           | 76.7 (3.02)                                                           | 86.4 (3.40)                                                           | 105.9 (4.17)                                                          | 101.9 (4.01)                                                          | 121.7 (4.79)                                                          | 84.3 (3.32)                                                           | 72.1 (2.84)                                                           | 66 (2.60)                                                             | 81 (3.19)                                                             | 75.2 (2.96)                                                           | 997.5 (39.27)                                                         |
| 降雪量 cm （inch）                                                    | 23.6 (9.3)                                                            | 18 (7.1)                                                              | 10.9 (4.3)                                                            | 2.5 (1.0)                                                             | 0 (0)                                                                 | 0 (0)                                                                 | 0 (0)                                                                 | 0 (0)                                                                 | 0 (0)                                                                 | 0.5 (.2)                                                              | 2 (.8)                                                                | 13.7 (5.4)                                                            | 71.2 (28.1)                                                           |
| 平均降水日数 （≥0.01 in）                                             | 14.0                                                                  | 11.4                                                                  | 12.8                                                                  | 13.7                                                                  | 13.9                                                                  | 11.2                                                                  | 10.6                                                                  | 9.2                                                                   | 8.4                                                                   | 9.4                                                                   | 11.4                                                                  | 13.2                                                                  | 139.2                                                                 |
| 平均降雪日数 （≥0.1 in）                                              | 9.1                                                                   | 6.7                                                                   | 4.4                                                                   | 1.1                                                                   | 0                                                                     | 0                                                                     | 0                                                                     | 0                                                                     | 0                                                                     | .1                                                                    | 1.7                                                                   | 6.6                                                                   | 29.7                                                                  |
| 平均月間日照時間                                                      | 111.6                                                                 | 127.1                                                                 | 161.2                                                                 | 201.0                                                                 | 244.9                                                                 | 258.0                                                                 | 260.4                                                                 | 235.6                                                                 | 213.0                                                                 | 182.9                                                                 | 105.0                                                                 | 83.7                                                                  | 2,184.4                                                               |
| 出典1：NOAA , NWS (records)                                           |                                                                       |                                                                       |                                                                       |                                                                       |                                                                       |                                                                       |                                                                       |                                                                       |                                                                       |                                                                       |                                                                       |                                                                       |                                                                       |
| 出典2：HKO                                                            |                                                                       |                                                                       |                                                                       |                                                                       |                                                                       |                                                                       |                                                                       |                                                                       |                                                                       |                                                                       |                                                                       |                                                                       |                                                                       |

## 経済

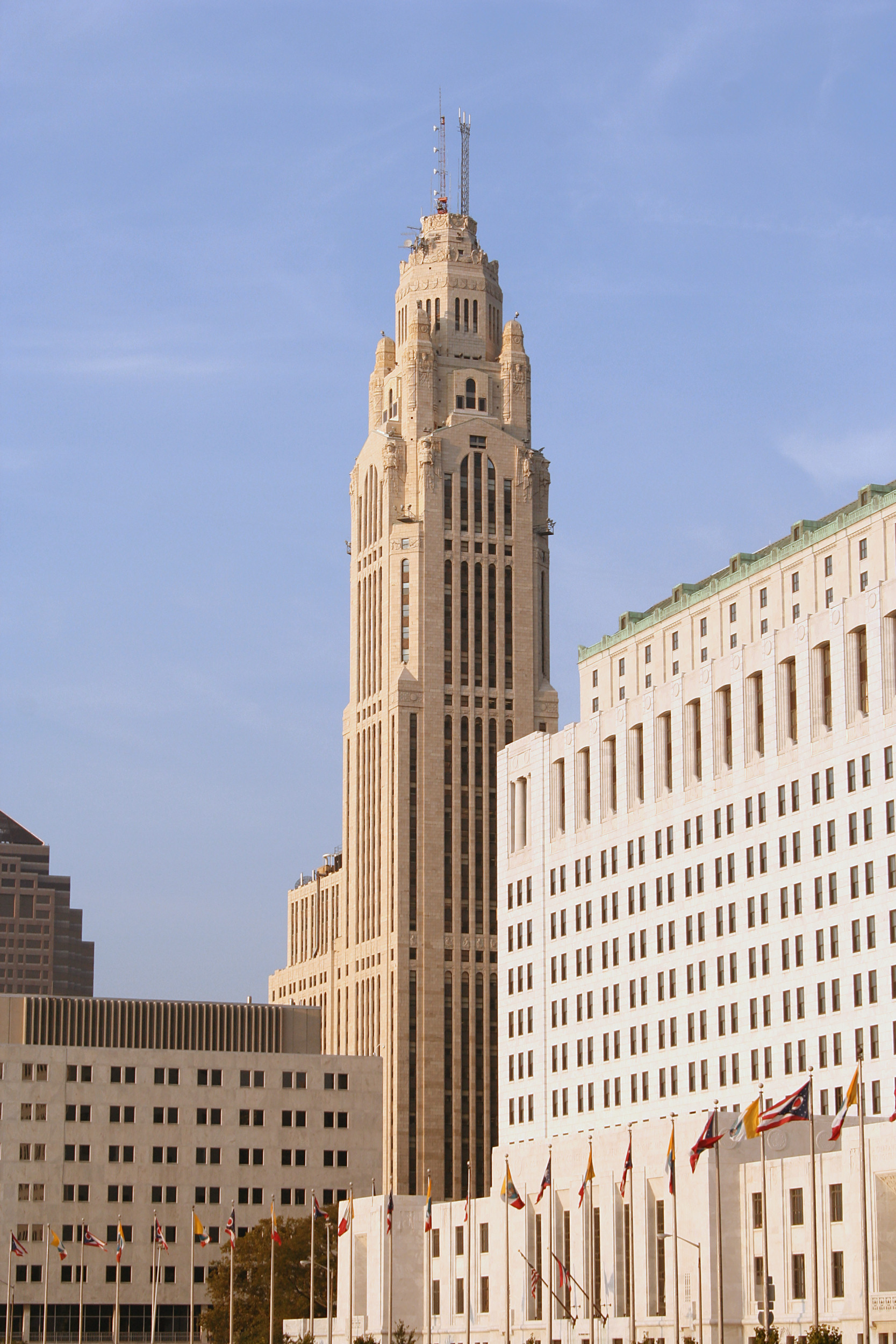
コロンバス市内で一番古い超高層ビル、ルヴェック・タワー（LeVeque Tower）

1821年に都市が創設、交通に至便であり、古くは荷車や馬車の生産が盛んであった。戦前には被服産業なども栄え、戦時中に軍隊の被服工廠があった。今日では航空機、自動車及び関連部品、電子機器などの機械工業が盛んで、とりわけ本田技研工業（ホンダオブアメリカ）の工場が近郊に進出したことから、デトロイト等と肩を並べる自動車工業都市にもなっている。また、オハイオ州立大学を抱え、教育水準が高いことから、近年では金融・保険・ロジスティクス産業が栄えている。

## 交通
中心的空港は、ダウンタウンの東13kmに位置するポート・コロンバス国際空港である。航空機ではニューヨーク・シカゴのいずれからも1時間半ほどである。また、アトランタ・ダラス・フォートワース・ヒューストン・ニューアーク・ミネアポリス・セントポール・デトロイト・トロントといった主要航空会社のハブ空港からも便がある。その他、市南部（ダウンタウンの南東約25km）に主に航空貨物を取り扱う空港としてリッケンバッカー国際空港を有している。
市域全体をフリーウェイI-270が環状に取り巻き、それに沿って衛星都市が点在する。オハイオ州を縦断する州間高速道路71号線でクリーブランドまでは車でおよそ2時間半程度、シンシナティまでは2時間弱の距離に位置するなど、オハイオ州の中央部に位置するため州内の各地に自動車で2時間余りでアクセス可能である。また、オハイオ州を横断するフリーウェイ州間高速道路70号線では隣接州のインディアナポリスやピッツバーグまでそれぞれ4時間ほどである。シカゴやワシントンD.C.とは6時間余りの距離にある。
ダウンタウンにはグレイハウンドのバスターミナルがあり、クリーブランド・シンシナティ・ルイビル・ナッシュビル・デトロイト・インディアナポリス・セントルイス・ピッツバーグ・フィラデルフィア・ニューヨークなど多くの主要都市への長距離バスの便がある。
また、市内の公共交通機関として中部オハイオ交通局（COTA）が運営する路線バスが縦に走っている。市内には貨物運送のための鉄道の路線が複数走っているが、乗客輸送を担う近郊電車や地下鉄はない。ダウンタウン近辺を中心に、再開発の一環としてライトレールの建設が検討されている。

## 文化

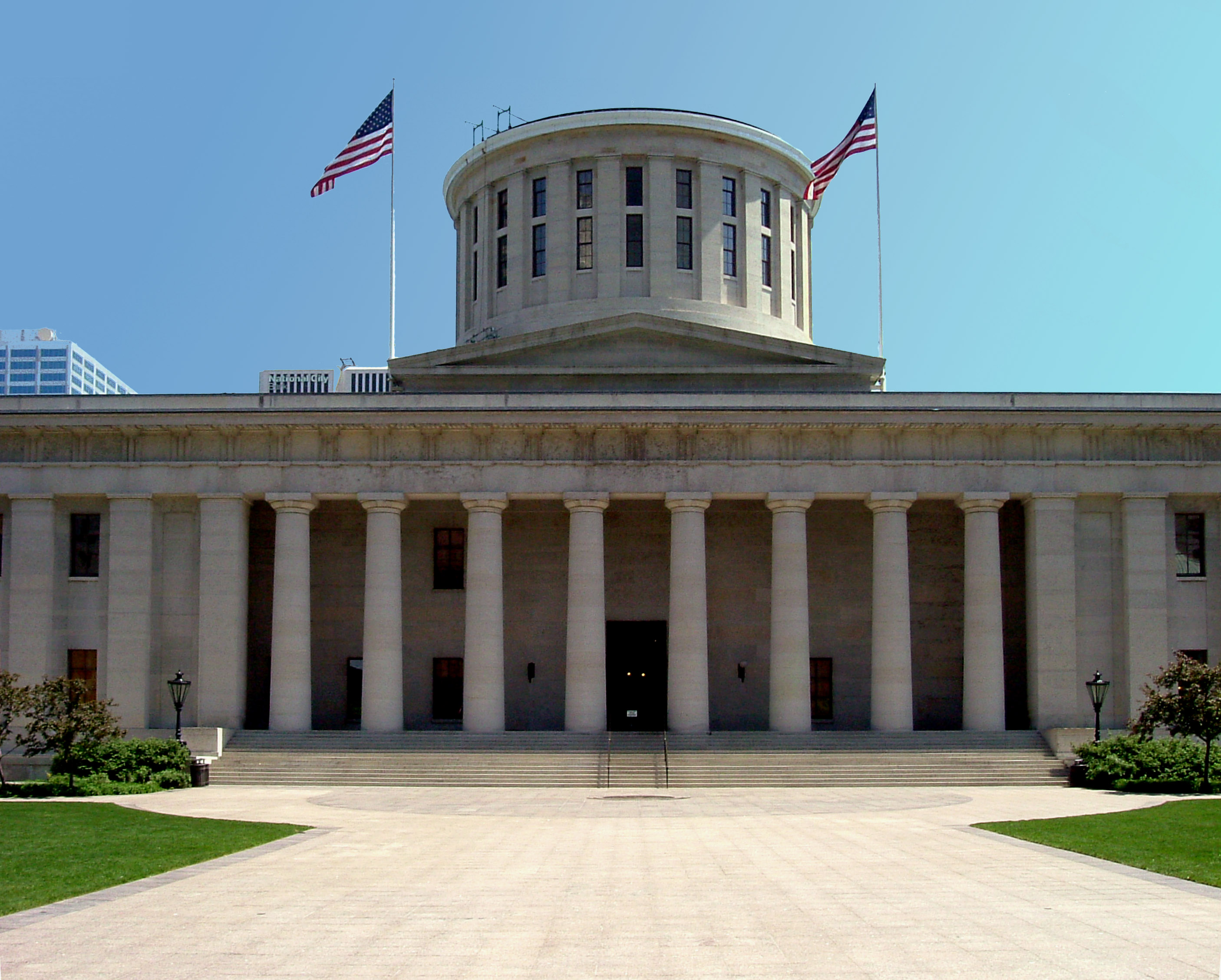
オハイオ州議事堂

ダウンタウンにあるオハイオ州議事堂（en:Ohio State Capitol）は、州都コロンバスのランドマークである。オフィス街の中心に位置している。都市の元々の計画の一部でなく、Capitol Square を形成するために4人の著名な地主によって寄付された10エーカー（40,000 m2） の土地に1839年から建設が行われたものである。議事堂の建物を囲むように芝生のスペースが広がっており、夕刻には球技などの利用にも開放されている。
コロンバスの市名はクリストファー・コロンブスにちなんでいる。サイオト川の河岸にはアメリカ大陸発見500周年を記念して造られたサンタ・マリア号のレプリカが係留されており、名所のひとつになっている。
Ameriflora '92の開催地でもあるFranklin Park Conservatory・産業科学博物館（COSI）・歴史博物館・オハイオ村・ばら園・コロンバス動物園など文化施設、自然体験学習施設などが発展している。
コロンバス美術館は初期モダニズムのヨーロッパ及びアメリカ芸術に焦点を当てたコレクションと共に、1931年に開館した。

## 教育
オハイオ州立大学は学生数50,000を超える全米有数の大規模総合大学である。特に農学・航空学の分野に強い。また、経営学、特にロジスティクス研究においても全米屈指の高い評価を得ている。消費者行動研究で有名なロジャー・ブラックウェル博士も同校のマーケティングの教授として教鞭をとっていた。
日本人家庭の中で希望者はコロンバス日本語補習校で日本語の勉強をしている。生徒は平日に現地の学校に行き週末は日本学校に通っている。

## スポーツ
オハイオ州立大学のカレッジフットボールチーム「オハイオステート・バックアイズ」は強豪として知られ、特にミシガン・ウォルヴァリンズ（ミシガン大学）とのライバル関係は熾烈を極めている。1968年にはO・J・シンプソンを擁するUSCトロージャンズ（南カリフォルニア大学）をローズボウルで破り優勝、また2002年にはフィエスタボウルでマイアミ・ハリケーンズ（マイアミ大学）の連勝を34で止め優勝した。バッカイズの本拠地オハイオ・スタジアムは100,000人以上を収容できる巨大スタジアムである。また、同校はジャック・ニクラスの母校としても知られている。
プロ・スポーツではNHLコロンバス・ブルージャケッツ、MLSコロンバス・クルーなどが本拠地を構える。メジャーリーグベースボールの球団は存在しないが、クリーブランド・ガーディアンズ傘下AAA級コロンバス・クリッパーズが本拠地を置く。2011シーズンAAA級のチャンピオン、8-3でオマハ・ストーム・チェイサーズを下す。2008年まで本拠地球場はダウンタウンの西に位置するクーパー・スタジアムであったが、コロンバス・ブルージャケッツの本拠地であるネイションワイド・アリーナの西側のエリアに2008年度に移転した。新スタジアムの命名権を地元のHuntington Bankが取得したため、「ハンティントン・パーク」と呼ばれている。
| チーム                       | スポーツ             | リーグ                   | 競技場                     |
| ---------------------------- | -------------------- | ------------------------ | -------------------------- |
| コロンバス・ブルージャケッツ | アイスホッケー       | NHL                      | ネイションワイド・アリーナ |
| コロンバス・クルー           | サッカー             | メジャーリーグサッカー   | Lower.comフィールド        |
| コロンバス・デストロイヤーズ | アリーナフットボール | AFL                      | ネイションワイド・アリーナ |
| コロンバス・クリッパーズ     | 野球                 | インターナショナルリーグ | ハンティントン・パーク     |

## メディア
コロンバスで唯一存続している日刊新聞はコロンバス・ディスパッチ（Columbus Dispatch）である。主要な競争相手であったコロンバス・シチズン・ジャーナル（Columbus Citizen-Journal）は1985年12月31日に出版を停止している。コロンバスおよびその周辺の郊外都市をカバーしている新聞としては、ThisWeek、 The Other Paper および aLIVE（元コロンバス・アライブ）などの週刊新聞がある。Columbus Monthly はこの都市の雑誌である。また、Lanternという、オハイオ州立大学が出している新聞も存在する。
コロンバスのラジオ局としては、いずれも合衆国内でもっとも古いAM 放送局であるWTVN (610)とWBNS (1460) が挙げられる。その他にはオハイオ州立大学によって運営されているWOSU (820 AM / 89.7 FM)、コロンバス教育委員会 (Columbus Board of Education) によって運営されているNPR系列のWCBE (90.5 FM)、長くクラシック・ロック局を続けているWLVQ (96.3 FM)、そしてローカル独立系オルタネーティブロック局のWWCD (101.1 FM)などがある。
コロンバスのテレビ放送局には、WCMH 4 (NBC)、WSYX 6 (ABC)、WBNS 10 (CBS)、WTTE 28 (Fox)、WOSU 34 (PBS)、WSFJ 51 (キリスト教重視の独立系放送局)、そしてWWHO 53 (CW)などが挙げられる。

## 人口動態

### 都市圏人口
コロンバスの都市圏、および広域都市圏を形成する各郡の人口は以下の通りである（2020年国勢調査）。
コロンバス都市圏
| 郡                 | 州         | 人口        |
| ------------------ | ---------- | ----------- |
| フランクリン郡     | オハイオ州 | 1,323,807人 |
| デラウェア郡       | オハイオ州 | 214,124人   |
| リッキング郡       | オハイオ州 | 178,519人   |
| フェアフィールド郡 | オハイオ州 | 158,921人   |
| ユニオン郡         | オハイオ州 | 62,784人    |
| ピッカウェイ郡     | オハイオ州 | 58,539人    |
| マディソン郡       | オハイオ州 | 43,824人    |
| ペリー郡           | オハイオ州 | 35,408人    |
| モロー郡           | オハイオ州 | 34,950人    |
| ホッキング郡       | オハイオ州 | 28,050人    |
| 合計               | 合計       | 2,138,926人 |

コロンバス・マリオン・ゼインズビル広域都市圏
| 都市圏/小都市圏                | 郡               | 州               | 人口        |
| ------------------------------ | ---------------- | ---------------- | ----------- |
| コロンバス都市圏               | コロンバス都市圏 | コロンバス都市圏 | 2,138,926人 |
| ゼインズビル小都市圏           | マスキンガム郡   | オハイオ州       | 86,410人    |
| チリコシー小都市圏             | ロス郡           | オハイオ州       | 77,093人    |
| マリオン小都市圏               | マリオン郡       | オハイオ州       | 65,359人    |
| マウントバーノン小都市圏       | ノックス郡       | オハイオ州       | 62,721人    |
| ベルファウンテン小都市圏       | ローガン郡       | オハイオ州       | 46,150人    |
| ケンブリッジ小都市圏           | ガーンジー郡     | オハイオ州       | 38,438人    |
| ワシントンコートハウス小都市圏 | ファイエット郡   | オハイオ州       | 28,951人    |
| 合計                           | 合計             | 合計             | 2,544,048人 |

### 市域人口推移
以下にコロンバス市における1840年から2020年までの人口推移を表およびグラフで示す。
| 統計年 | 人口      | 順位 |
| ------ | --------- | ---- |
| 1840年 | 6,048人   | 70位 |
| 1850年 | 17,882人  | 37位 |
| 1860年 | 18,554人  | 49位 |
| 1870年 | 31,274人  | 42位 |
| 1880年 | 51,647人  | 33位 |
| 1890年 | 88,150人  | 30位 |
| 1900年 | 125,560人 | 28位 |
| 1910年 | 181,511人 | 29位 |
| 1920年 | 237,031人 | 28位 |
| 1930年 | 290,564人 | 28位 |
| 1940年 | 306,087人 | 26位 |
| 1950年 | 375,901人 | 28位 |
| 1960年 | 471,316人 | 28位 |
| 1970年 | 539,677人 | 21位 |
| 1980年 | 564,871人 | 19位 |
| 1990年 | 632,910人 | 16位 |
| 2000年 | 711,470人 | 15位 |
| 2010年 | 787,033人 | 15位 |
| 2020年 | 905,748人 | 14位 |

## 関係者

### 出身者
- ジャック・ニクラス - プロゴルファー
- カーチス・ルメイ - 軍人
- ジェームス・ダグラス - プロボクサー
- ニック・スウィッシャー - 野球選手
- アレクシス・カウフマン - プロレスラー。リングネームは「アレクサ・ブリス」

### 居住その他ゆかりある人物
- サミュエル・プレスコット・ブッシュ - 実業家、ブッシュ家当主。当地に居住し死去

## 姉妹都市
- ジェノヴァ、イタリア (1955)
- 台南市、中華民国 (1980)
- 合肥市、中華人民共和国 (1988)
- オーデンセ、デンマーク (1988)
- セビリア、スペイン (1988)
- ドレスデン、ドイツ (1992)
- ヘルツリーヤ、イスラエル (1996)
- アフマダーバード、インド (2008)
- クリチバ、ブラジル (2014)
- アクラ、ガーナ (2015)